# Manfred Friedrich
Manfred Friedrich (* 7. Januar 1933 in Crimmitschau; † 22. Oktober 2005 in Göttingen) war ein deutscher Politikwissenschaftler und Hochschullehrer.

## Leben
Nach der Promotion zum Dr. phil. an der Universität Frankfurt am Main am 3. Dezember 1958 wurde Friedrich 1966 Professor an der Pädagogischen Hochschule Lüneburg. Er lehrte 1973 an der Pädagogischen Hochschule Göttingen, 1974/1975 Politische Wissenschaft an der Universität Hamburg und von 1978 bis zu seiner Emeritierung 2001 an der Universität Göttingen.
Seine Forschungsschwerpunkte waren die politische Ideengeschichte, der Parlamentarismus und die Geschichte der deutschen Staatsrechtswissenschaft.

## Schriften (Auswahl)
- Philosophie und Ökonomie beim jungen Marx. Duncker & Humblot, Berlin 1960, OCLC 715964047.
- Zwischen Positivismus und materialem Verfassungsdenken. Albert Hänel und seine Bedeutung für die deutsche Staatsrechtswissenschaft (= Schriften zur Verfassungsgeschichte, Band 14). Duncker & Humblot, Berlin 1971, ISBN 3-428-02411-7.
- Landesparlamente in der Bundesrepublik. Westdeutscher Verlag, Opladen 1975, ISBN 3-531-21306-4.
- (Hrsg.) Verfassung. Beiträge zur Verfassungstheorie (= Wege der Forschung. Band 452). Wissenschaftliche Buchgesellschaft, Darmstadt 1978, ISBN 3-534-06755-X.
- Geschichte der deutschen Staatsrechtswissenschaft (= Schriften zur Verfassungsgeschichte, Band 50). Duncker & Humblot, Berlin 1997, ISBN 3-428-09114-0.